# Желнин, Леонид Васильевич
Леони́д Васи́льевич Желни́н (1934, д. Еловцы, Кировская область — 14 января 1987) — бригадир лесосечной бригады Кайского леспромхоза Верхнекамского района, Герой Социалистического Труда (1966), депутат Верховного совета СССР 8-го созыва.

## Биография
Родился в 1934 году в деревне Еловцы.
Начал трудовую деятельность ещё в школьные годы, работая трактористом в колхозе. После военной службы устроился на работу в леспромхоз в пос. Ожмегово Кайского района (ныне — Верхнекамский район). Работал трактористом на трелёвке леса, затем — бригадиром лесозаготовительной бригады. Ежегодно перевыполнял плановые показатели (так, в 1977 году бригада под его руководством заготовила 25 тысяч кубов древесины вместо 12 тысяч по плану).
Указом Президиума Верховного Совета СССР от 17 сентября 1966 года Л. В. Желнину присвоено звание Героя Социалистического Труда с вручением ордена Ленина и золотой медали «Серп и Молот», также награждён другими орденами и медалями и более 20 знаками отличия. Занесён в Книгу трудовой славы Кировской области.
Избирался депутатом (от Кировской области) Совета Союза Верховного Совета СССР 8-го созыва (1970—1974), делегатом 27-го съезда КПСС (1986). Вёл активную общественную работу, в том числе неоднократно выступал перед заключёнными колоний.
Умер на рабочем месте, за рычагами трактора, 14 января 1987 года в возрасте 52 лет.
Стал одним из двух Героев Социалистического Труда — представителей Верхнекамского района, наряду с Семёном Фёдоровичем Черницыным.

## Избранные публикации
- Желнин Л. В. В труде нет мелочей: дисциплина — фактор постоянный : [бригадир Кайского ЛПХ «Верхнекамсклес» — об укреплении трудовой дисциплины] // Лесная пром-сть. — 1983. — 1 дек.

## Награды
- Герой Социалистического Труда (орден Ленина и медаль «Серп и Молот»; 17.9.1966)
- Орден Октябрьской Революции (1971)
- Орден Трудового Красного Знамени (1981)
- Орден Дружбы народов (1986)
- Медаль «За доблестный труд»
- Отличник лесной промышленности

## Комментарии
1. ↑  Деревня Еловцы (Еловская), относившаяся к Желонскому сельсовету Вожгальского района[1], не сохранилась; ныне — территория Кумёнского района Кировской области. Место рождения Л. В. Желнина указывается находившимся в округе деревни Кокуй, располагавшейся в 5 км к юго-западу от деревни Желны[2].